# Психохирурги
«Психохирурги» — дебютный студийный альбом петербургской IDM-хип-хоп-группы 2H Company, в которую входили участники электронного дуэта «Ёлочные игрушки» Илья Юрьевич Барамия и Александр Зайцев, поэт и исполнитель Михаил Олегович Феничев и эмси Михаил Ильин. Двенадцатитрековый альбом был издан несколько раз независимыми лейблами: на дисках в июле 2004 года петербургским «Чебуреком» и в декабре 2005 московскими «Снегирями», а в ноябре 2022 года перевыпущен на виниле «Заплаткой».
В 2005 году также была издана студийная «живая» версия под названием 2H Company на CD и LP, ставшая промежуточным релизом группы между «Психохирургами» и «Искусством ухода за АК-47».
После распада команды песни, своего рода каверы, исполнялись Михаилом Феничевым уже в составе других коллективов: в 2010-х годах — на концертах «Есть Есть Есть» или трибьют-группы Mishamish, а в 2020-х — 3H Company. Последнее трио также выпустило трибьют-альбом «8 жизней» в сентябре 2021 года на сервисах цифровой дистрибуции.

## Предыстория
Как-то я сидел в пабе в Кембридже и слушал новый альбом группы Moloko. Я подумал — как было бы здорово, приехав в Россию, зайти в бар и услышать там новый альбом русской группы; чтобы это было так же круто. Мы себя определяем как русский проект: помним, кто мы, зачем и откуда. Если мы можем быть интересными для других в мире, то только тем, чем от них отличаемся.Александр Зайцев

## Запись

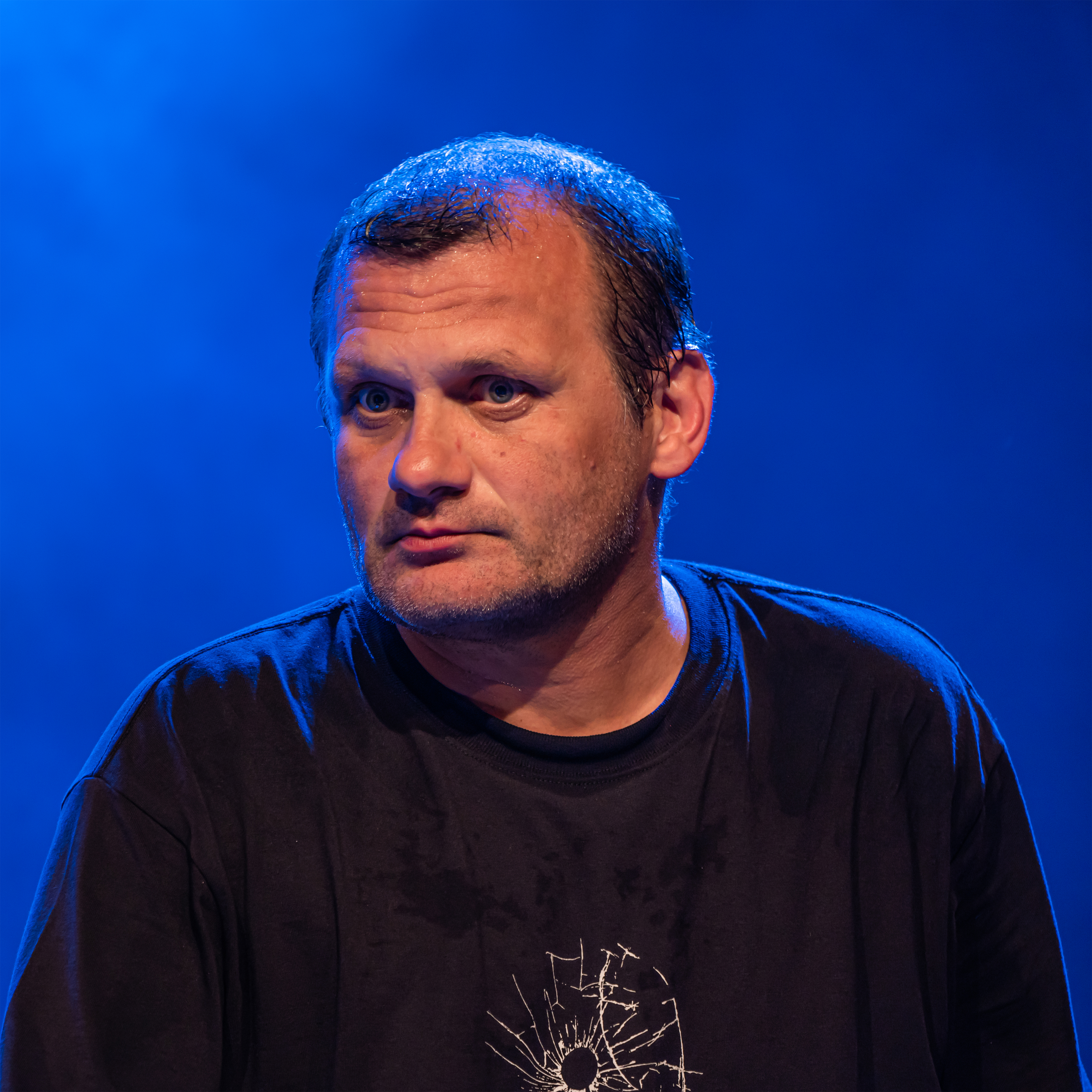
Соавтор музыки Илья Барамия на концерте «АИГЕЛ» в Берлине в мае 2024 года

Спустя два года после дебютной композиции 2H Company под названием «Prov», выпущенной на независимом лейбле ChebuRec, участники собрались в студии вновь летом 2003 года (после того, как «Ёлочные игрушки» закончили свои другие проекты) и записали два трека: сначала «Чушь», затем «Космос». Тогда же появились сырые, читаемые под чужие биты, версии песен «Семь жизней», «Майор Паранойя» и «Урсула Ким». Во время первых записей Михаилу Феничеву хотелось, чтобы конечный результат был похож на альбом Fantastic Damage (2002) американского рэпера El-P, но в итоге «получилось всё по-другому». Михаил Ильин, напротив, изначально не хотел, чтобы релиз был на что-то похож, да и не было такого предчувствия, так как сравнить звучание «Ёлочных Игрушек» ему было не с чем. «Минуса» делались без обкатывания на концертах, исключительно студийно. По данным сервиса Tunebat, композиции написаны в различных тональностях с темпом от 79 до 172 ударов в минуту. Музыкантам посоветовали инженера по мастерингу Сергея Муравьёва, который окрестил музыку «собранной из брака».
| Трек                    | Тональность   | Темп, BPM |
| ----------------------- | ------------- | --------- |
| «Семь жизней Part 1»    | соль мажор    | 79        |
| «Чушь»                  | до мажор      | 92        |
| «Майор Паранойя»        | до-диез мажор | 93        |
| «Урсула Ким»            | ля минор      | 164       |
| «Огурец мозга»          | си минор      | 168       |
| «Иструментал»           | соль мажор    | 160       |
| «Семь жизней Part 2»    | соль мажор    | 166       |
| «Меланхолия»            | ре мажор      | 166       |
| «Адаптация»             | фа-диез минор | 162       |
| «Люди в чёрном»         | соль мажор    | 170       |
| «Космос»                | фа мажор      | 172       |
| «Джаз паранойя для Яна» | до-диез мажор | 94        |

8 октября 2007 года А. Зайцев в своём «ЖЖ» выложил а капеллы семи песен 2H Company, включая «Люди в чёрном», «Майор Паранойя», «Урсула Ким».

### Текстовая составляющая

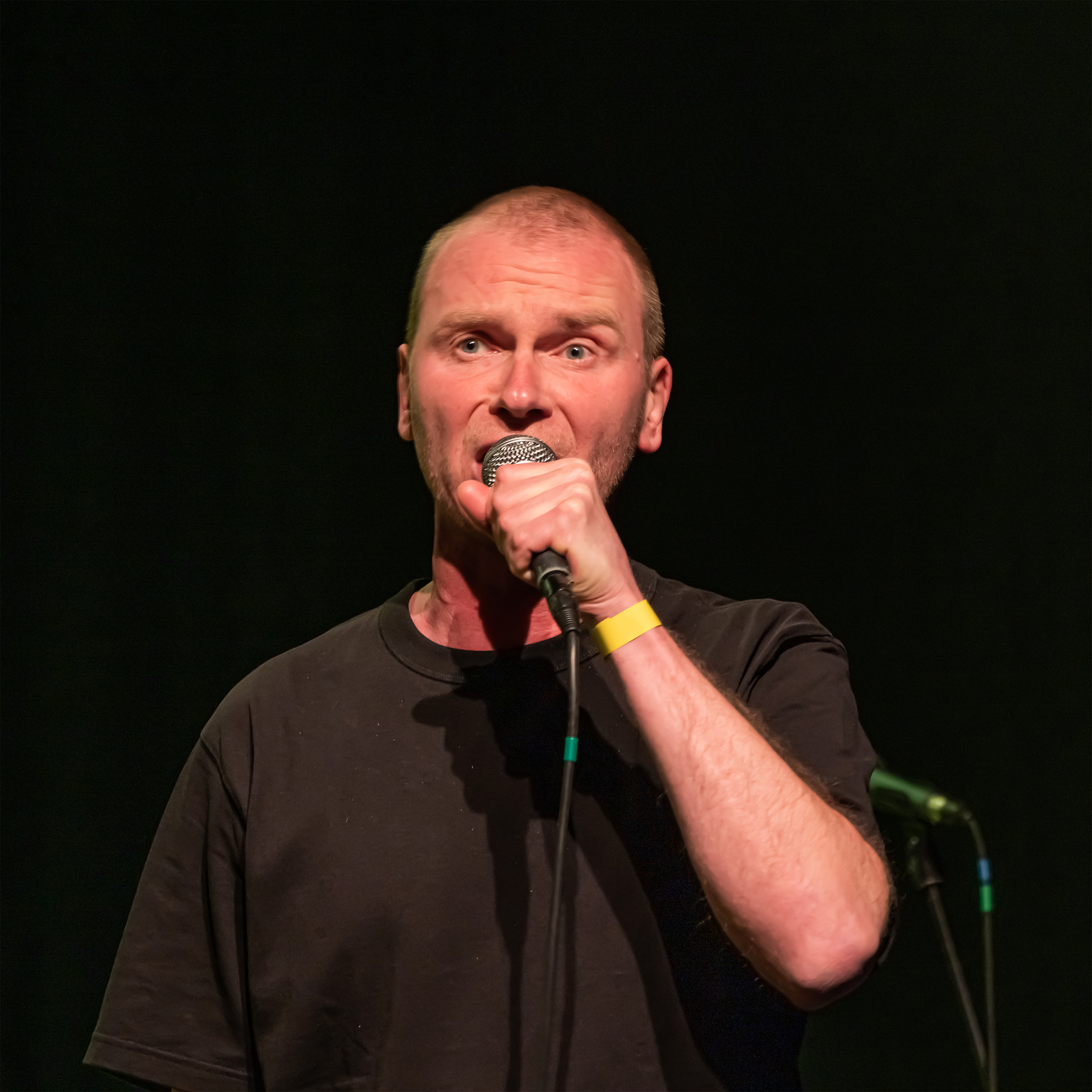
Автор текстов и их исполнитель Михаил Феничев на концерте «АИГЕЛ» в Берлине в мае 2024 года

Согласно буклету CD-издания, все тексты сочинены в период с лета 2003 по весну 2004 года. Среди любимых писателей автора отмечались такие: Умберто Эко, Эндрю Круми, Нил Стивенсон, Джулиан Барнс, Нил Гейман, Владимир Георгиевич Сорокин, Андрей Викторович Левкин.
Их тексты на первый взгляд — какая-то усыпляющая скороговорка-пересказ сюжета трэшового фильма ужасов, бормотанье в такт минималистского аскетизма музыки. Насекомые в голове, китайский спецназ, теледива, превращающаяся в бомжиху, прочий сюр. В этих ирреальных новеллах отчетливо присутствует почти детективный сюжет, совсем не типичный для песенного жанра. Здесь нет никакой романтики социального протеста (социум со всеми потрохами потонул в полном хаосе!), зато имеется такое изобилие визуальных образов, нарисованных сугубо словесными средствами, что никаких клипов снимать (смотреть) не надо. Закрой глаза, слушай тексты и увидишь такое…Яша Веткин (Звуки.ру)

#### «Семь жизней»
Жизней у меня семь — они такие же, как дни в неделе.

Но из них уже шесть профукал, осталось, значит, воскресенье.

Единственный следует вывод — моё любое поведение

Здесь становится вне обсуждения. Вне обсужденья.
Текст «Семи жизней» разделён на две песни: однокуплетную «Семь жизней Part 1» и двукуплетную «Семь жизней Part 2». Существует также видеоклип, в котором две части состыкованы в полноценный аудиоряд. Припев, как объяснял Феничев, основан на истории главного героя фильма «Ангелы Вселенной» (2000), которую тот рассказывает, чтобы уклониться от работы. Высказывалось мнение, что песня предвосхитила концепцию «токсичной маскулинности».
Действующее лицо — анимешник и геймер, слушающий Wu-Tang Clan. В первом куплете подруга ему посоветовала заняться бодибилдингом, что очень воодушевило героя, и на пути к успеху и идиллии он даже согласился лишить кастрированного кота когтей, однако в итоге покидает пассию после её просьбы вести себя с ней «как Микки Рурк в фильме „Девять с половиной недель“». Во втором куплете описывается противостояние с военкоматом, где комиссар, ставя в пример предыдущего посетителя, «истинного патриота», называет героя «предателем», в ответ на что у него припасена справка от врача. В третьем куплете под давлением родителей юноша ищет работу. После безуспешного собеседования на руководителя концерна посещает «диджейскую главную комиссию», откуда выходит довольным, поскольку нашёл должность «болтуна-пиздабола».

#### «Чушь»
«Чушь» состоит из двух куплетов. Главный герой по поручению Бога начинает «чушь на благо нести» про встречу со знакомым и слёзовыжимательный сеанс «Танцующей в темноте», после чего намеревается купить бестселлер «Правильные понты», чтобы научиться общаться. Во втором куплете «знакомый снова встретился», и между ними произошёл пропитанный антипатией разговор.
Про композицию Михаилы позже высказались, что она им стала нравиться меньше всего, в том числе потому что «максимальна близка к рэпу».

#### «Майор Паранойя»
«Майор Паранойя» состоит из двух куплетов без припевов и представляет собой отчёт одноимённого персонажа, адресованный маршалу, о потенциальной пользе каннабиноидов для армии, влияние которых на поведение и сознание после многолетнего внедрения испытал на себе посредством бульбулятора, в итоге придя к выводу, что это «однозначный антипод войне», поэтому надо продолжать «делать ставку на алкоголь».
По словам Ильина, «в отличие от других, которым приписывают кислотное происхождение», это единственная реально связанная с наркотиками песня. Феничев вспоминал, что речитатив хотел уподобить речитативу американского эмси Gift of Gab из группы Blackalicious. Персонаж Александр основан на пользовавшемся программой Fastracker третьем участнике группы «Провинция», в которой оба Михаила состояли во второй половине 1990-х годов.
Приключения персонажа продолжились в песне «Палитра», где он связался с современным искусством. Далее его история развилась в альбоме «Сказки для Кейто» (2016) группы «Есть Есть Есть», а на следующий релиз коллектива обещано продолжение его похождений.

#### «Урсула Ким»
Лирический герой песни «Урсула Ким» входит в группу поклонников этой актрисы, решивших её убить после номинации на «Оскара» и намерения сняться «в фильме с Ричардом Гиром и Томом Хэнксом». Фанаты, заручившись поддержкой Сесила Би, прибывают в Лос-Анджелес. Во время поездки на лимузине от аэропорта делают остановку у особняка Джей Ло. В конце их встречает Урсула и просит «после того, как всё случится» позаботиться о велосипеде с карбоновой рамой, о котором как раз мечтал главный герой.
Текст написан по мотивам рассказа Хулио Кортасара «Мы так любим Гленду». Феничев прояснял, что «супершлягер „Руль и Колесо“» — отсыл к песне «Zurich» группы «Дэцо», одной из немногих команд в русском рэпе, заслуживших положительное отношение участников 2H Company. А Оля — «подруга, которая очень любит кино, может говорить о нём бесконечно и смотрит за ночь по три фильма». В 2004 году редактор сайта «Звуки.ру» Александр Мурзак назвал «Урсулу Ким» «единственной „форматной“ вещью на диске», описав её как «фантастическую балладу, в которой и речитатив, и мелодичная электроника гармонично совпадают и в подобном симбиозе становятся похожими на песню». В версии 3H Company фраза «Блядь, жарища ебаная!» была заменена на «Блин, жарища поганая» — выражение, появившееся на репетиции концерта Mishamish в 2019 году.
После концерта 2H Company в Нижнем Новгороде за рояль в клубе села Юлия Мильчакова и сыграла фортепьянную вариацию песни, что высоко оценили участники группы, после чего девушка иногда выступала вместе с ними. Затем она приняла участие в записи альбома «СБПЧ Оркестр» (2008), благодаря чему подружилась со Светланой Шебеко, которая позднее сопровождала «Урсулу Ким» вокальной партией.

#### «Огурец мозга»
Повествование в «Огурце мозга» начинается с того, что главный герой хочет «увидеть другие грани этой жизни», за чем звонит Петрову, который советует: «Забудь логические построения и прекрати осмысление». Попрактиковав это, герой приобрёл агорафобию.
Согласно Ильину, это «одна из самых популярных песен, которая раньше казалась очень сложной и на которой Миша всегда срывал голос. Эту песню чаще всего называли кислотной и грибной — безосновательно». Корреспондент Владислав Моисеев из издания «Русский репортёр» назвал композицию де-факто «концентратом всего творчества „2H Company“» — в ней «лирический герой исследует глубины собственного сознания, периодически сыплет намёками на специфическую литературу по его расширению и постоянно посмеивается над самим собой»; а фраза «Петров, „хип-хап“ говорить надо!» как бы противопоставляет группу «всем, кто говорит „хип-хоп“».

#### «Меланхолия»
Как вспоминал Феничев, текст «Меланхолии» возник после спора, произошедшего за просмотра телевидения: Михаил ругал ведущую, а друг за неё заступался.
Лирический герой, поддавшись «вселенской грусти», вызванной «супергрудью», расправился с ней за пару минут в туалете и почувствовал себя свободнее. Однако был покорён телеведущей новостей центрального госканала, за мимикой которой герой углядел «жёсткость духа», отсутствие робости, притуплённость сентиментов. Воспринимая ведущую как «с*чку в хорошем смысле», а не просто «говорящую голову», решил завоевать её. Узнав адрес, из Петербурга Достоевского отправился на окраину, где из нужного домофона услышал: «Насрать, кто ты, заходи!» Попав в квартиру, был поражён: вонью сортиров, дырявыми одеялами в качестве занавесок, нехваткой гардин, картин и велотренажёра; затем в темноте разглядел «лицо какой-то жабы, опухшей от слёз и от вина» — это была готовая к наказанию за свою деятельность ведущая. Сбежав оттуда, разочарованный и взбешённый, сел в такси, где водитель вместо Portishead включил «никчёмный русский рэп».

#### «Адаптация»
«Адаптация» — это фантазия «насчёт поведения и взаимоотношений на бытовом уровне в обществе после того, как случится поголовная мутация». Лирический герой проснулся с конусообразным 25-сантиметровым отростком из виска, твёрдым как кость. На улице увидел двух стариков, сросшихся ночью висками. 28 дней спустя давались разные трактовки случившегося, например, «кара небес» или мутация из-за ГМО; военные интеллектуалы же посредством «экс-теледивы» обвинили «путешественников в область сновидений». Затем диктор попросил объявиться виновника, поэтому герой залёк на дно. Через год—три население адаптировалось, но герой жалел, что в роковой день предпочёл «Властелину Колец» перед сном прочесть «Превращение».
Доктор филологических наук, профессор НИУ ВШЭ Гриценко Елена Сергеевна и кандидат филологических наук Дуняшева Лилия Гаффаровна в научной статье по языкознанию и литературоведению, посвящённой языковым особенностям рэпа в аспекте глобализации, использовали для анализа в том числе треки 2H Company, включая «Адаптацию». Филологи провели лингвопрагматический анализ текстов композиций и выявили жанрово-специфичные риторико-персуазивные стратегии, наиболее характерной из которых является выражение протеста и несогласия в форме отрицательного оценивания предмета речи и трансляции отрицательной оценки реципиенту. Языковая реализация происходит, например, через апелляцию к будущему в форме указания на отрицательный характер последствий происходящего в настоящем («Но специалисты во всех областях стали давать более крутые версии. Например, в то, что это — мутация, следствие поедания генно-модифицированных куриц») или апелляцию к авторитету — лицу («Старики явили собой такое, что, как говорится, курит в углу сам Сальвадор Дали»).

#### «Люди в чёрном»
В халатах люди с улыбкой сказали: «Мы — Психохирурги».

«Это как?», — успел спросить до того, как мне заломали руки.
«Люди в чёрном» — это данное Зайцевым и Барамией рабочее название, которое очень не нравилось Феничеву, но прижилось, так как свой первоначальный вариант Михаил забыл. Оригинальная песня содержит лишь два куплета, а в версии 3H Company к ним был добавлен припев.
Тараканы у главного героя плодятся и крепчают с каждым годом, и он обращается к профессионалам — Людям в чёрном. Пришли Уилл Смит и Томми Ли Джонс, осмотрелись и перенаправили к людям в халатах. Те, придя к пациенту, которому уже не требовалось спасение, тем не менее, приступают к процедуре…

#### «Космос»
Песня «Космос» основана на анекдоте о встрече двух планет, а припев по структуре скопирован с трека американской хип-хоп-группы Ultramagnetic MCs. Феничев вспоминал, что в начале двухтысячных велось много обсуждений про космос, поэтому он и приступил к написанию текста на данную тему.
В первом куплете астронавт хотел спокойно подрейфовать рядом с Землёй, однако компьютер обнаружил неопознанную субстанцию, которая сначала восхищалась красотой планеты, но, подлетев ближе, увидела «прыщики», оказавшиеся городами. Во втором куплете космический путешественник рассказывает, как стал свидетелем телефонного разговора. Земля жаловалась: «Сок сосет из меня микроб какой-то, мне взамен оставляя яд». Сатурн её успокоил: «Этот вирус — фигня! Людская цивилизация! У Марса и у меня был вид похожей болезни. Поверь, он скоро пройдёт», — однако затем дал команду устроить ей карантин и погибель от метеорита.

## Выпуск

### Релиз на «Чебуреке»
Александр Зайцев так объяснил название и обложку: «Две ключевых составляющих альбома: свежесть и энергия — привели к названию. Мой друг, тот, чьё лицо на обложке, прислал фото из операционной. Пазл сложился. „Хирурги“ было бы слишком прямолинейно, а „Психохирурги“ оказалось в самый раз. Выяснилось, более того, что это слово есть в Мишином тексте. Илья согласился сразу, а Миши долго были недовольны, говорили, что друзьям не нравится. Но я настоял». Фотографии были предоставлены Анатолием Третьяком и Андреем Гавриловым.
17 июня 2004 года в клубе «16 Тонн» состоялся первый московский концерт 2H Company, на котором квартет презентовал материал будущего релиза. Спустя месяц, 16 июля, петербургским инди-лейблом «ChebuRec» был выпущен на CD дебютный альбом «Психохирурги» — сочетание непрямых IDM-ритмов и категоричной социальной агрессии в текстах. К диску прилагалась 16-страничная брошюра с текстами песен и фотографиями, на некоторых изданиях также был круглый розовый стикер с надписью «Внимание! Вызывает огурец мозга!».

### Переиздание «Снегирями»
30 июля 2005 года музыканты приняли участие на фестивале «Пикник „Афиши“» в московском парке «Красная Пресня», где Зайцев познакомился с Олегом Нестеровым, главой лейбла «Снегири-музыка», и передал ему демо. Вследствие этой встречи в том же году в декабре был переиздан альбом «Психохирурги» на новом лейбле, при этом в оформлении диска присутствует логотип «Чебурека». Нестеров замечал: «Очень свежий артист. По ощущению новизны, такое же впечатление оставлял в 2000 году „Нож для Frau Muller“». На этом же лейбле в марте 2007 года был выпущен новый материал 2H Company — восьмипесенный альбом «Искусство ухода за АК-47».

### Студийный лайв
15 июля 2005 года 2H Company выступили на теплоходе в честь запуска фирмы грамзаписи Beautiful Losers Records. В том же году квартет записал студийный лайв с песнями дебютного альбома, озаглавив новый просто как «2H Company». Все треки с текстом получили аранжировки, близкие к концертному исполнению на тот момент. Материал, известный также как «Экстрахирурги», был выпущен в двух форматах.
Магазин уличной одежды Extra через свой одноимённый лейбл распространял CD в бумажном конверте, отличающийся двумя инструментальными композициями: «Another New Happy» и «Мёд» — заменившими две прежние.
Вова PCP оплатил выпуск винила. Напечатанные чешской компанией GZ Digital Media долгоиграющие пластинки лейбла Beautiful Losers отличились пронумерованностью большинства из 500 копий на обратной стороне конверта. Из инструменталов присутствует лишь «Meg» («Мёд») на второй стороне. По версии российского журнала Billboard, лимитированное виниловое издание является уникальным случаем для своего времени. Именно благодаря этой пластинке Антоном Елишевым был открыт магазин Dep Distro, а впоследствии основан лейбл «Заплатка».

### Переиздание на «Заплатке»
16 ноября 2022 года петербургским инди-лейблом «Заплатка» альбом был издан в виниловом формате ограниченным тиражом в 300 экземпляров: 133 «чёрных», 101 «белый», 66 «бирюзовых», не считая нескольких копий тест-пресса. Вкладыш содержит тексты, которые были откорректированы в соответствии с реально произносимым в песнях. Мастерингом занимался известный по работе над релизами дуэта «Аигел» Aleks K., в качестве исходника использовавший прошлый мастер. Тираж был распродан чуть больше чем за год.

## Восприятие и влияние

### Популярность
Дебютный альбом 2H Company моментально принёс известность и группе, и Михаилу Феничеву в частности. По итогам года альбом стал № 1 на сайте «Звуки.ру», продержавшись 3 месяца в хит-параде прослушивания, а также был назван дебютом 2004 года. К альбому было внимание со стороны радиостанций «BBC» и «Радио Свободы», вышло несколько радиопрограмм. По данным TopHit, за февраль—март 2006 года ротация трека «Майор паранойя» на 4 радиостанциях за 6 недель в 47 городах достигла 443 эфиров.
К декабрю 2024 года «Огурец мозга» является вторым по прослушиваемости треком из репертуара 2H Company на «Яндекс Музыке». На сайте Last.fm релиз насчитывает более 26 тыс. слушателей и 537 тыс. прослушиваний. На сервисе «VK Музыка» альбом имеет более 99 тыс. прослушиваний, а «Огурец мозга» занимает второе место по популярности среди треков исполнителя.

### Жанровая характеристика
Музыкальный стиль альбома получил разные определения: ню-хип-хоп (nu hip-hop, по аналогии с nu jazz и nu funk), «киберпанк-версия хип-хопа», «альтернативный хип-хоп местной выделки», «умопомрачительный рэп не для всех». Редактор сайта «Звуки.ру» Александр Мурзак дал такое описание альбому: «Синтетическое безумие и феноменальный искрометный речитатив заключены в ампуле, которую поэтапно вводят в мозг слушателю». Московский рок-музыкант и журналист Николай Коршунов, постоянный автор журнала «Хулиган», беря интервью у группы, в 2005 году писал следующее: «Порождение скоростного речитатива, параноидально вплетённого в безумное фанки-минимал-техно, не подлежит идентификации. Если у этого стиля есть определение, скорее всего, оно звучит как 2H COMPANY — название питерской группы поэтов и музыкантов, замутивших злейший эксперимент на стыке хип-хопа и киберпанка». Издание фестиваля «AVANT MUSIC» утверждало: «Альбом „Психохирурги“ сломал стереотип о рэпе, мол, его слушают только недалёкие пацаны из Ростова». Исследователи российской субкультуры рэперов, социальные психологи Михаил Валерьевич Вершинин и Евгения Васильевна Макарова отнесли группу к «интеллектуальному рэпу» вместе с коллективом «Трэш-шапито КАЧ». По версии издания «Русский репортёр», Михаил Феничев стоял у истоков культурного явления под названием «абстрактный русский хип-хоп».

### Отзывы критиков
Участники группы были названы самыми актуальными и интеллектуальными представители российской хип-хоп-сцены. Альбом «Психохирурги» был назван одним из самых блестящих и модных дисков 2005 года — «В хлёстких постмодернистских текстах 2H Company проза жизни приобретает волшебные черты». В первом выпуске российской версии журнала «Billboard» было заявлялось: «Колоритные литературные тексты, непривычные для российского хип-хопа темы песен, зубодробительная читка и выверенный электронный продакшн — всё это присутствует и на живых выступлениях проекта, и пока на единственном альбоме». В 2009 году в мини-рецензии анархистского издания «Автоном» на дебютный альбом было сказано, что «тексты песен можно бы издать в каком-нибудь поэтическом сборнике», при этом музыка была названа занудной. Корреспондент Владислав Моисеев из издания «Русский репортёр» в конце 2012 года выделил пять программных треков Михаила Феничева, среди которых одна песня из дебютного альбома — «Огурец мозга». Также Моисеев отметил второстепенность музыкальной составляющей: «Электронная музыка прохладных урбанистических семплов звучит не банально, но выполняет, скорее, оформительную функцию: „2h Company“ — текстоцентричная группа». В рецензии еженедельной студенческой газеты «УниверCITY Томск» писалось: «Любимчик современной молодежи Иван Алексеев a.k.a. Noize MC называет себя „Лучший фристайлер России“. Оно, возможно, и так, да только по скорости парни из 2H Company дадут сто очков вперед»; альбом «Психохирурги» получил оценку 4/5 с пометкой, что «альбом интересный, но оказывает разное воздействие на слушателей», а лучшими его треками были названы «Семь жизней» и «Майор Паранойя». Изданием «Выбирай соблазны большого города. Самара» альбом «Психохирурги» был назван великим.

## После выхода альбома
В 2005—2007 годах группа работала над своим следующем альбомом — «Искусство ухода за АК-47». Релиз состоялся уже после того, как группу покинул Михаил Ильин, успевший поучаствовать в записи трёх треков. Песни из «Психохирургов» исполнялись на концертах до распада оставшегося трио в 2009 году. Так, например, в 2008 году в клубе IKRA прозвучали: «Майор паранойя», «Космос», «Урсула Ким»; зал выкрикивал отдельные рефреновые фразы: «Долбаный космос!», «Рама-карбон!» и др.

### «Есть Есть Есть»
Некоторые песни 2H Company исполнялись новым коллективом Михаила Феничева, образованном в 2010 году, — «Есть Есть Есть». В мае 2013 года была исполнена песня «Космос» на концерте квартета в клубе «ДаДа», где вновь прозвучала в октябре следующего года. Она же исполнялась на фестивале Motherland Summer в июне 2015 года, в ростовском «Бухаресте» в феврале 2016, в «Шестнадцати тоннах» в апреле 2017. Затем старые тексты были представлены на московском фестивале «Боль». В апреле 2019 года со сцены Opera Concert Club звучали «7 жизней», «Космос» и «Майор Паранойя».

### Трио Mishamish и дуэт с Ромой Ско
8 сентября 2019 года в пространстве «Kuznya House» на Новой Голландии в качестве завершения книжного фестиваля «Ревизия» состоялся концерт трибьют-группы Mishamish — рэперов Михаила Феничева и Михаила Ильина при поддержке диджея Скотча, пообещавших исполнить кавер-версии всех песен из альбома «Психохирурги», а также отыгравших днём в прямом эфире диджей-сет на онлайн-радиостанции Новой Голландии «NHI FM».
9 июля 2022 года песни «Чушь», «Люди в чёрном», «Семь жизней», «Огурец мозга», «Космос» и «Майор Паранойя» были исполнены на концерте Михаила Феничева и диджея Ромы Ско в казанском арт-пространстве Werk.

### 3H Company
В июне 2021 года было объявлено о воссоединении Феничева, Ильина и Барамии в группу под названием 3H Company (стилизованно IIIH company). Новый звук был опробован на публике во время дебютного концерта 3H Company 4 июля 2021 года в «Севкабель Порту». 17 сентября трио выпустило трибьют-альбом «8 жизней» на сервисах цифровой дистрибуции через лейбл Doing Great Music, а 14 февраля 2023 года — на компакт-дисках благодаря лейблу «Заплатка». Из «Психохирургов» включены восемь песен: «Семь жизней Part 1» и «Семь жизней Part 2» объединены в одну, а «Адаптация» оказалась за бортом. По сравнению со старыми записями в текстах стало меньше мата и больше эвфемизмов; автор объяснил это решение тем, что «с годами всё больше тянет отказываться от этой формы», а иногда исполнителя цензурировала та или иная концертная площадка, после чего дело шло по привычке, однако рэперу «в другой раз вроде и ничего — охота опять матюгнуться в том же месте», в котором ранее резало слух. Илья уменьшение количества мата объяснил ещё и присутствием детей на выступлениях. Также у Ильина стало больше вокальных партий, местами добавлены или переделаны припевы.
17 сентября 2022 года дуэт Феничева и Барамии на десятом и последнем фестивале Street Vision в Томске в рамках полуторачасового сета исполнил песни «Космос», «Семь жизней», «Майор Паранойя», «Огурец мозга» и «Люди в чёрном».

## Список композиций
| №                   | Название                | Текст песни         | Длительность |
| ------------------- | ----------------------- | ------------------- | ------------ |
| 1.                  | «Семь жизней Part 1»    | М. Феничев          | 2:48         |
| 2.                  | «Чушь»                  | М. Феничев          | 4:00         |
| 3.                  | «Майор Паранойя»        | М. Феничев          | 2:50         |
| 4.                  | «Урсула Ким»            | М. Феничев          | 5:17         |
| 5.                  | «Огурец мозга»          | М. Феничев          | 5:33         |
| 6.                  | «Инструментал»          | —                   | 3:07         |
| 7.                  | «Семь жизней Part 2»    | М. Феничев          | 3:52         |
| 8.                  | «Меланхолия»            | М. Феничев          | 4:13         |
| 9.                  | «Адаптация»             | М. Феничев          | 5:19         |
| 10.                 | «Люди в чёрном»         | М. Феничев          | 5:06         |
| 11.                 | «Космос»                | М. Феничев          | 3:32         |
| 12.                 | «Джаз-паранойя для Яна» | —                   | 1:47         |
| Общая длительность: | Общая длительность:     | Общая длительность: | 46:19        |

| №                   | Название               | Текст песни         | Длительность |
| ------------------- | ---------------------- | ------------------- | ------------ |
| 1.                  | «Семь жизней. Часть 1» | М. Феничев          | 2:30         |
| 2.                  | «Майор Паранойя»       | М. Феничев          | 2:58         |
| 3.                  | «Чушь»                 | М. Феничев          | 4:00         |
| 4.                  | «Адаптация»            | М. Феничев          | 4:54         |
| 5.                  | «Another new happy»    | —                   | 4:11         |
| 6.                  | «Люди в чёрном»        | М. Феничев          | 3:32         |
| 7.                  | «Меланхолия»           | М. Феничев          | 4:34         |
| 8.                  | «Семь жизней. Часть 2» | М. Феничев          | 3:49         |
| 9.                  | «Огурец мозга»         | М. Феничев          | 5:38         |
| 10.                 | «Урсула Ким»           | М. Феничев          | 4:39         |
| 11.                 | «Космос»               | М. Феничев          | 3:05         |
| 12.                 | «Мёд»                  | —                   | 4:00         |
| Общая длительность: | Общая длительность:    | Общая длительность: | 49:36        |

| №  | Название                | Текст песни | Длительность |
| -- | ----------------------- | ----------- | ------------ |
| 1. | «Семь жизней (Часть 1)» | М. Феничев  | 2:30         |
| 2. | «Майор Паранойя»        | М. Феничев  | 2:58         |
| 3. | «Люди в чёрном»         | М. Феничев  | 3:32         |
| 4. | «Адаптация»             | М. Феничев  | 4:54         |
| 5. | «Семь жизней (Часть 2)» | М. Феничев  | 3:49         |

| №                   | Название            | Текст песни         | Длительность |
| ------------------- | ------------------- | ------------------- | ------------ |
| 1.                  | «Чушь»              | М. Феничев          | 4:00         |
| 2.                  | «Меланхолия»        | М. Феничев          | 4:34         |
| 3.                  | «Урсула Ким»        | М. Феничев          | 4:39         |
| 4.                  | «Meg»               | —                   | 4:00         |
| Общая длительность: | Общая длительность: | Общая длительность: | 34:56        |

| №   | Название         | № на CD, речитатив   | Длительность |
| --- | ---------------- | -------------------- | ------------ |
| 2.  | «Люди в чёрном»  | ♡♡♥♡ Ильин, Феничев  | 3:49         |
| 3.  | «Чушь»           | ♡♡♥♥ Ильин, Феничев  | 3:35         |
| 4.  | «Семь жизней»    | ♡♥♡♡ Ильин, Феничев  | 4:12         |
| 5.  | «Майор Паранойя» | ♡♥♡♥ Ильин, Феничев. | 3:13         |
| 9.  | «Урсула Ким»     | ♥♡♡♥ Ильин, Феничев  | 4:57         |
| 12. | «Огурец мозга»   | ♥♥♡♡ Ильин, Феничев  | 5:09         |
| 13. | «Меланхолия»     | ♥♥♡♥ Ильин, Феничев  | 4:30         |
| 14. | «Космос»         | ♥♥♥♡ Ильин, Феничев  | 3:56         |